# Daniela Zini
Daniela Zini (Livigno, 30 de mayo de 1959) es una deportista italiana que compitió en esquí alpino.
Ganó una medalla de bronce en el Campeonato Mundial de Esquí Alpino de 1982, en la prueba de eslalon. 
Participó en doss Juegos Olímpicos de Invierno, en los años 1980 y 1984, ocupando el séptimo lugar en Lake Placid 1980, en la prueba de eslalon.
En 1982 recibió la Medalla de Plata del Comité Olímpico Nacional Italiano.

## Palmarés internacional
| Campeonato Mundial | Campeonato Mundial   | Campeonato Mundial | Campeonato Mundial |
| Año                | Lugar                | Medalla            | Prueba             |
| ------------------ | -------------------- | ------------------ | ------------------ |
| 1982               | Schladming (Austria) | Medalla de bronce  | Eslalon            |